# 男の肖像 (シニョレッリ)
『男の肖像』（おとこのしょうぞう、伊: Ritratto d'uomo）は、イタリアのルネサンス期の画家、ルカ・シニョレッリによる1492年ごろの板上のテンペラ画である。ベルリンの絵画館に所蔵されている。

## 歴史
1490-1492年にシニョレッリは、メディチ家による、フィレンツェの支配下にあったヴォルテッラに滞在していた。ヴォルテッラで、画家は『受胎告知』、『玉座の聖母と聖人たち』『割礼』、そして、おそらく本作を描いたが、本作は前の三作品との様式的な類似性のためにこの時代の制作とされている。

## 概要
本作は、白い髪と富裕なブルジョア的衣服（おそらく赤いベレー帽と上着を含む法学者のもの）、そして黒いスカーフが特徴の、4分の3正面向きの老人を描いている。この様式は、ハンス・メムリンクの作品やドメニコ・ギルランダイオの作品に触発されている。
背景には、古代ローマの遺跡と何人かの裸体の男性が描かれているが、アレッツォのサン・フランチェスコ教会にあるピエロ・デラ・フランチェスカの『アダムの死』に触発されたものである。同様の遺跡と裸体の男性は、ウフィツィ美術館にある『裸体の男性のいる聖母子』など、シニョレッリの他の作品にも見られる。